# Poppelsvärmare
Poppelsvärmare (Laothoe populi) är en stor fjäril i familjen svärmare (Sphingidae) och är en av de vanligaste svärmarna i Norden.

## Kännetecken
Poppelsvärmaren har ett vingspann på mellan 64 och 92 millimeter, honan är något större än hanen men hanen har något kraftigare och lite längre antenner med kamtandning. Kroppen och vingarna har olika grå nyanser ofta med brun eller rödrosa ton, ibland med rödgul eller grågul ton. Bakvingarna har innerst en roströd hårbeklädd fläck. Honan brukar vara lite ljusare och med varmare färger. I viloställning sitter den ofta så att bakvingarna sticker fram under framvingarna (se bild) och med bakkroppen uppåtböjd. I Finland finns den liknande arten aspsvärmare, men den saknar de roströda fläckarna på bakvingarna. Larven är som fullvuxen 65 till 75 millimeter lång och är grön, ibland med en gul eller blå ton. Den är täckt med små vita knottror och sju vita snedstreck och längst bak ett ofta blåaktigt analhorn. Den är kraftigare än larven hos videsvärmaren som den annars liknar.

## Bildgalleri

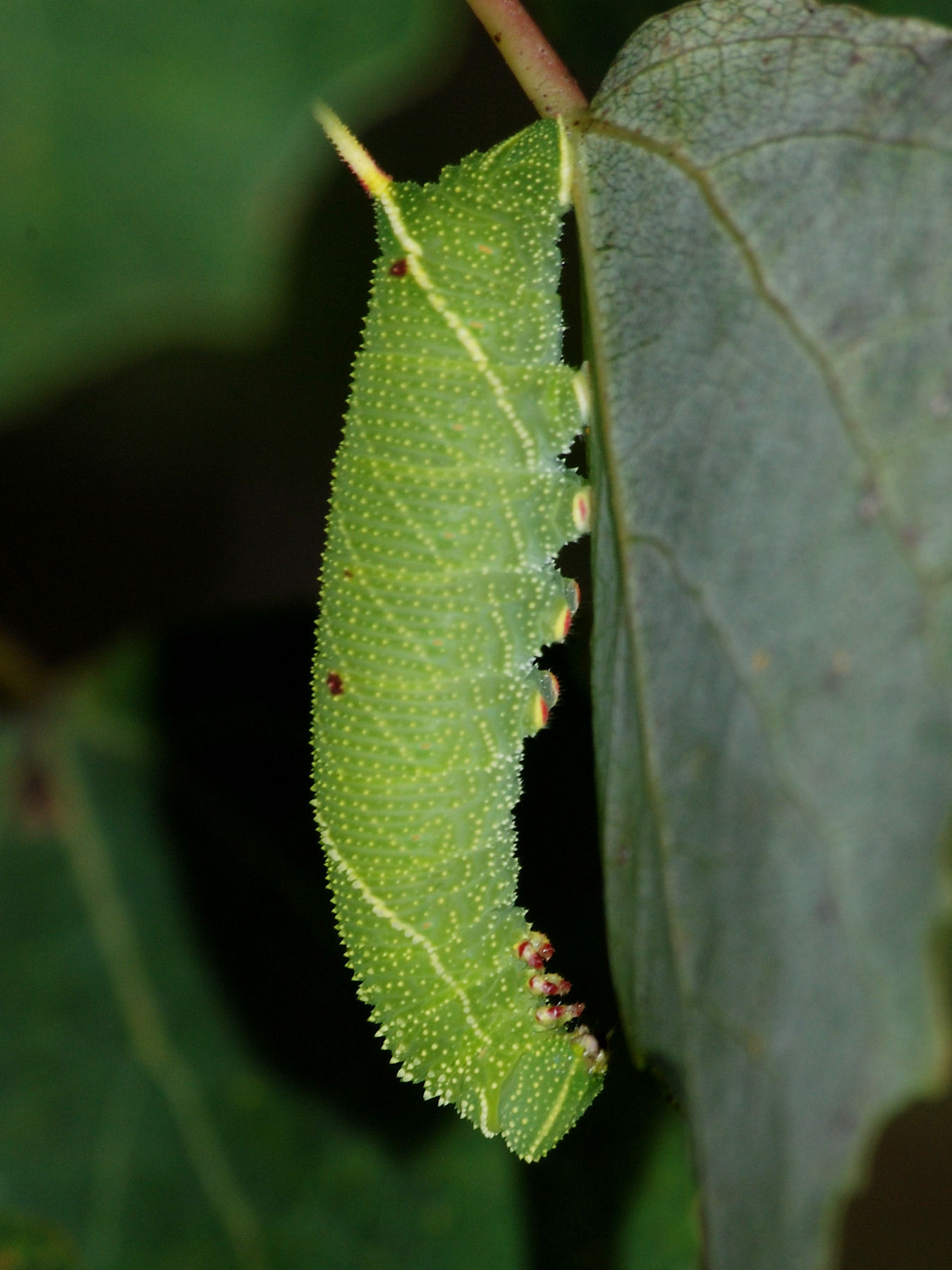
Fjärilens larv
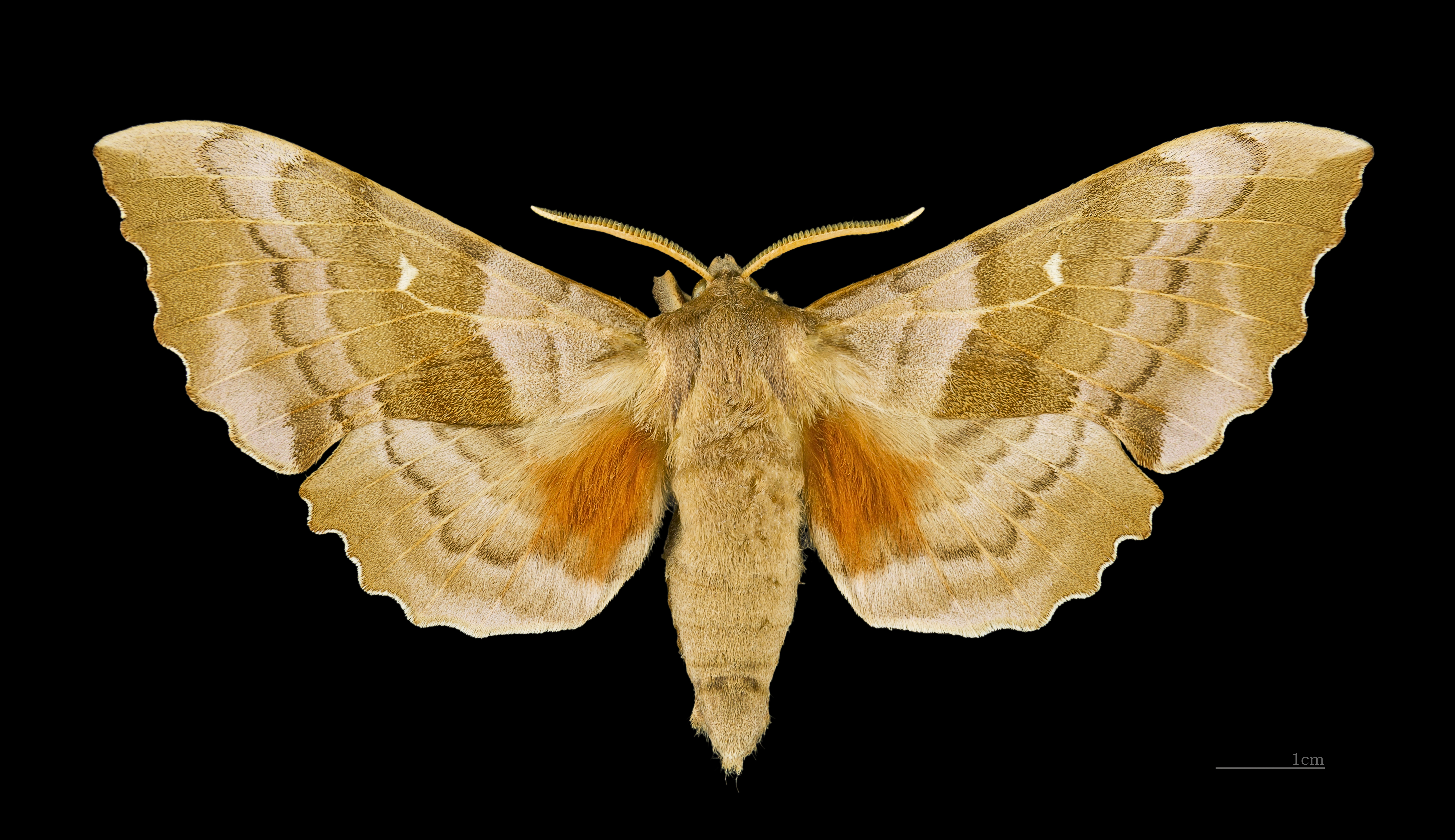
Imago hane
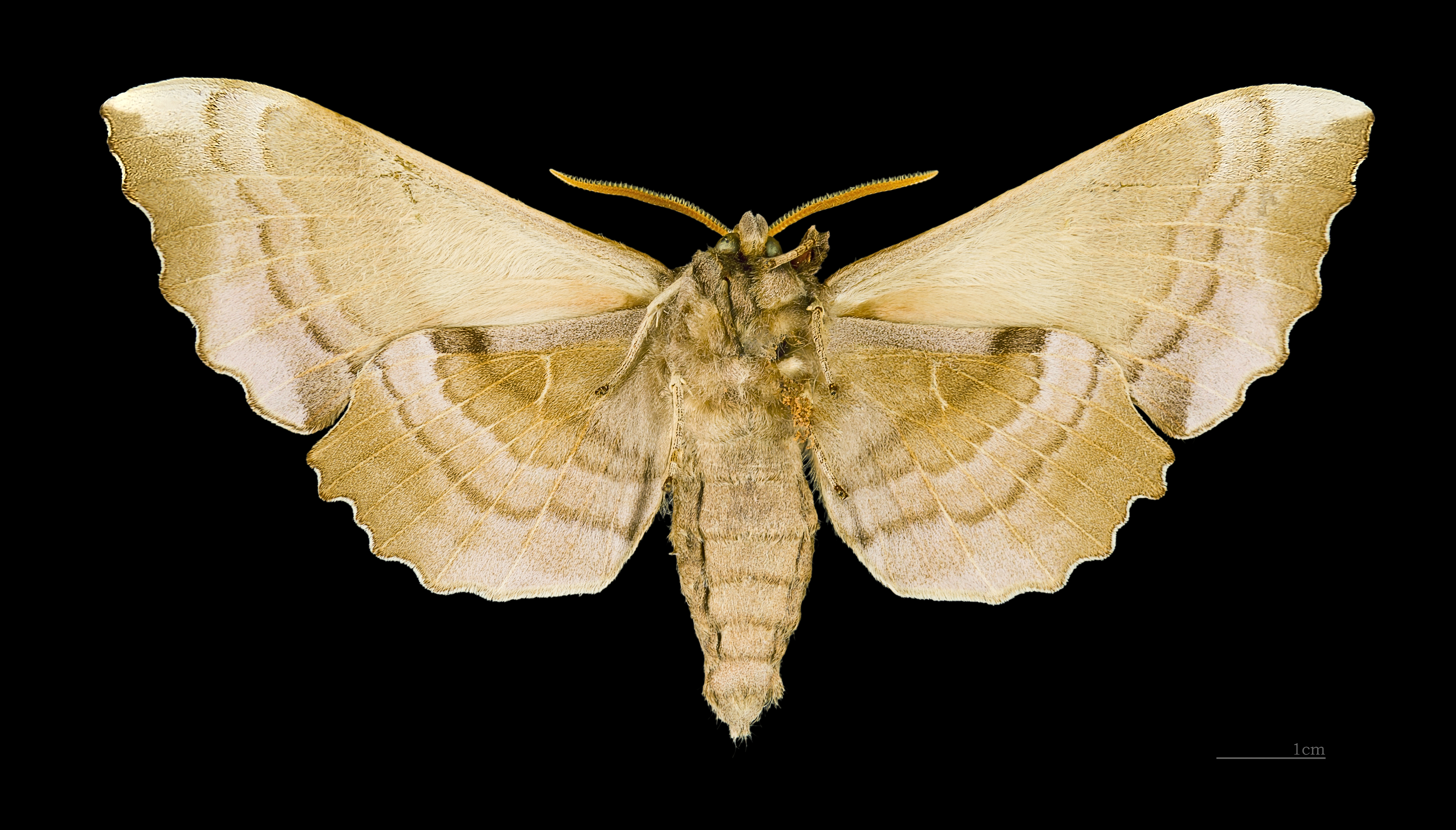
Imago hane, undersida
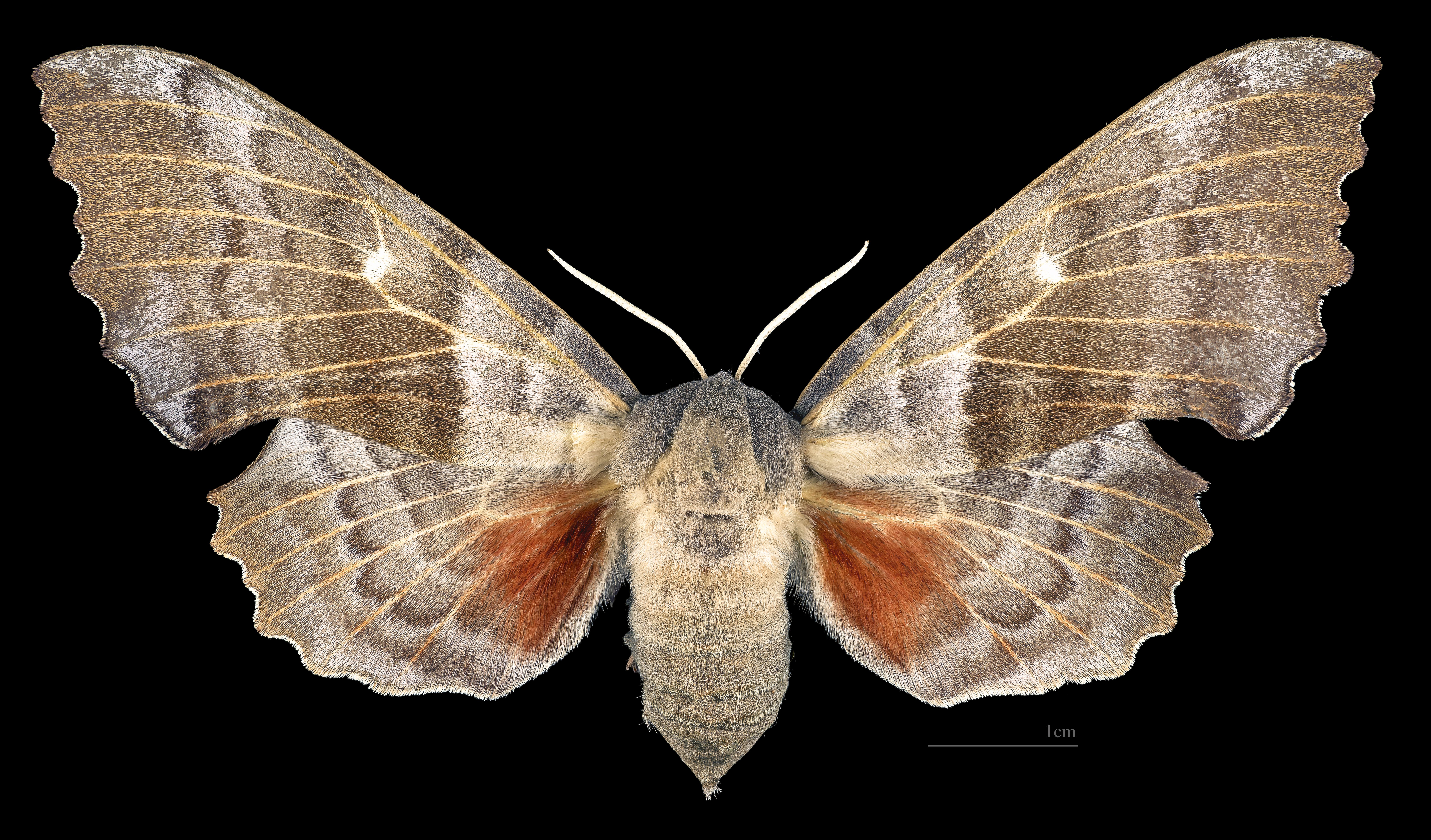
Imago hona
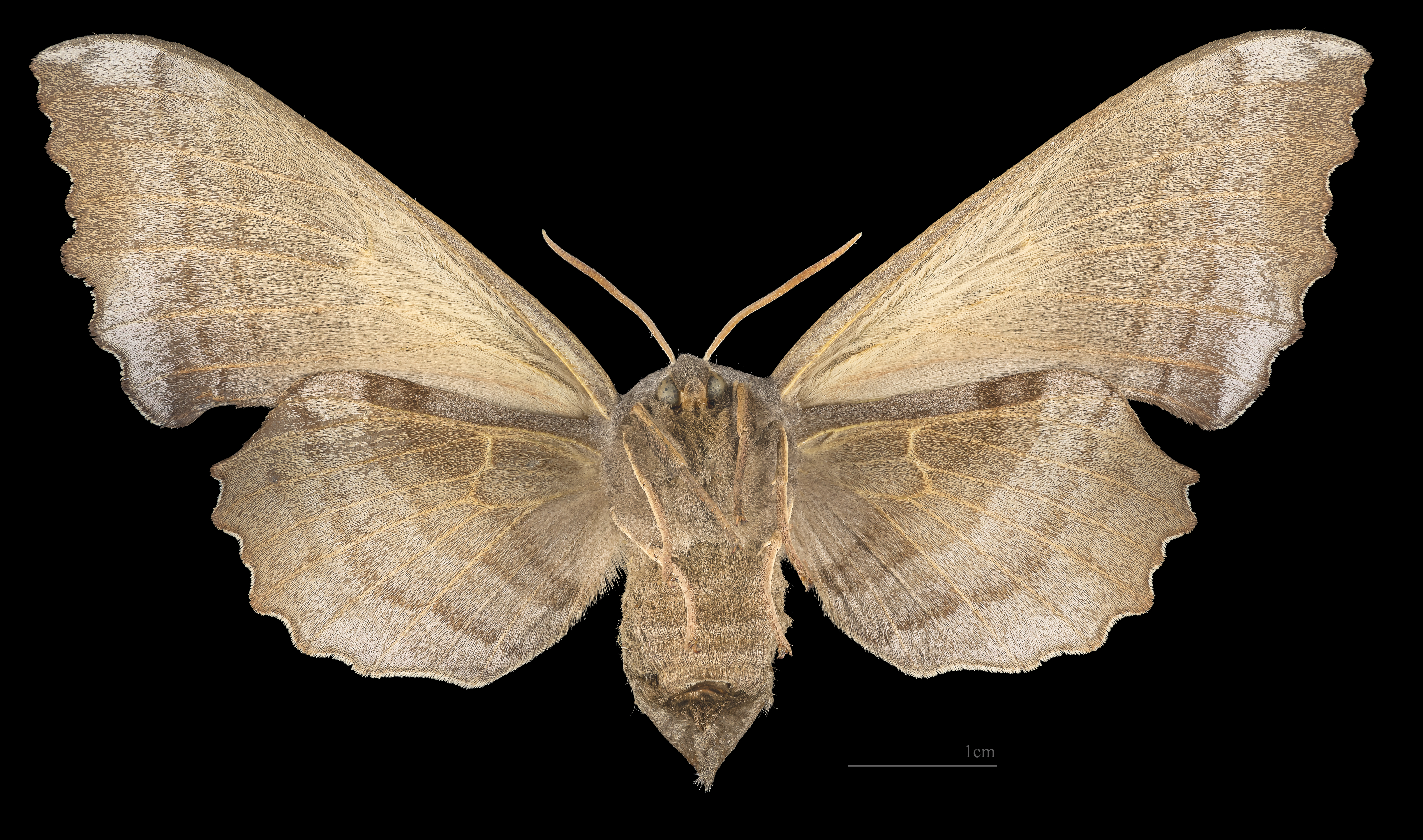
Imago hona, undersida
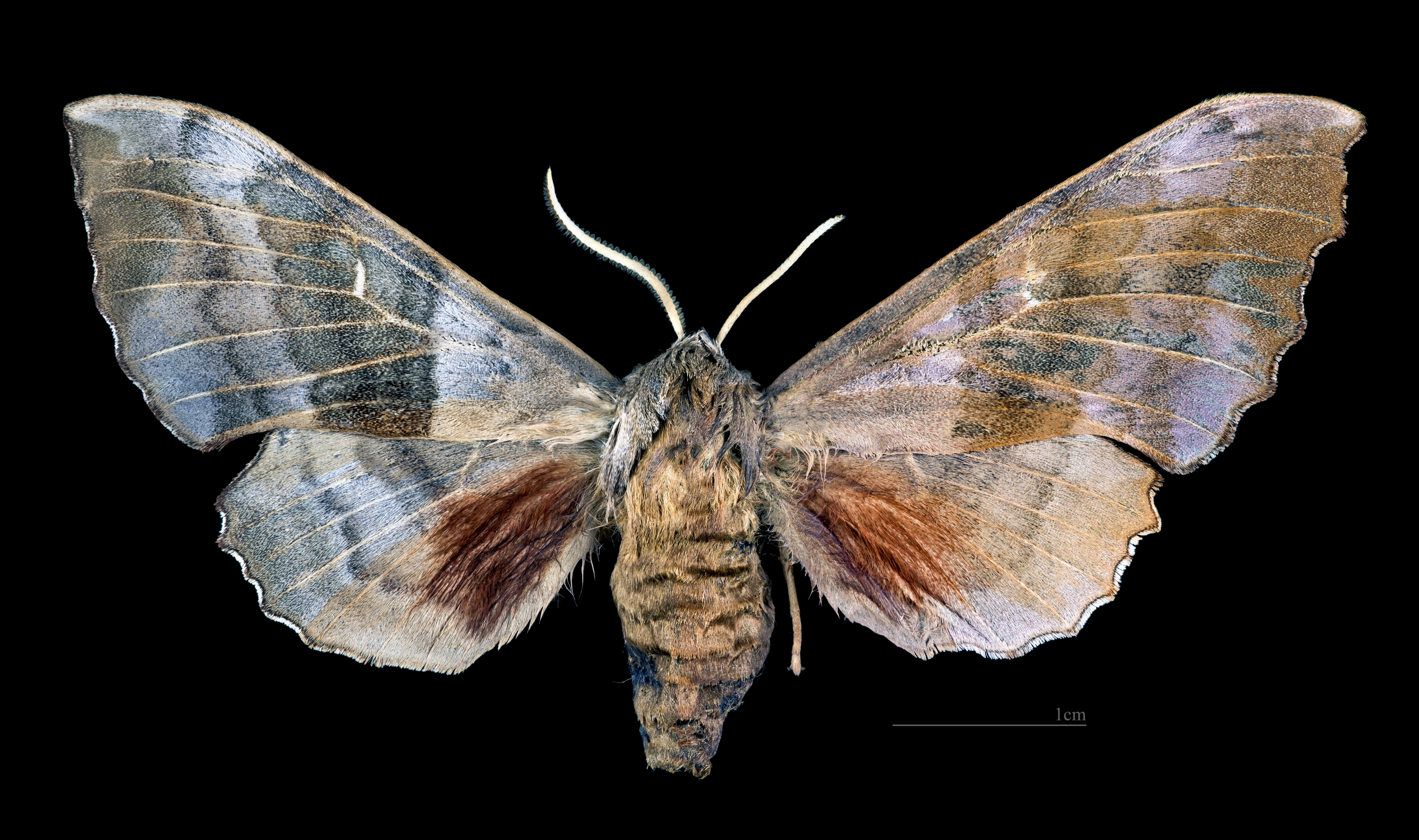
Gynandromorf individ (både både han- och honkaraktärer)
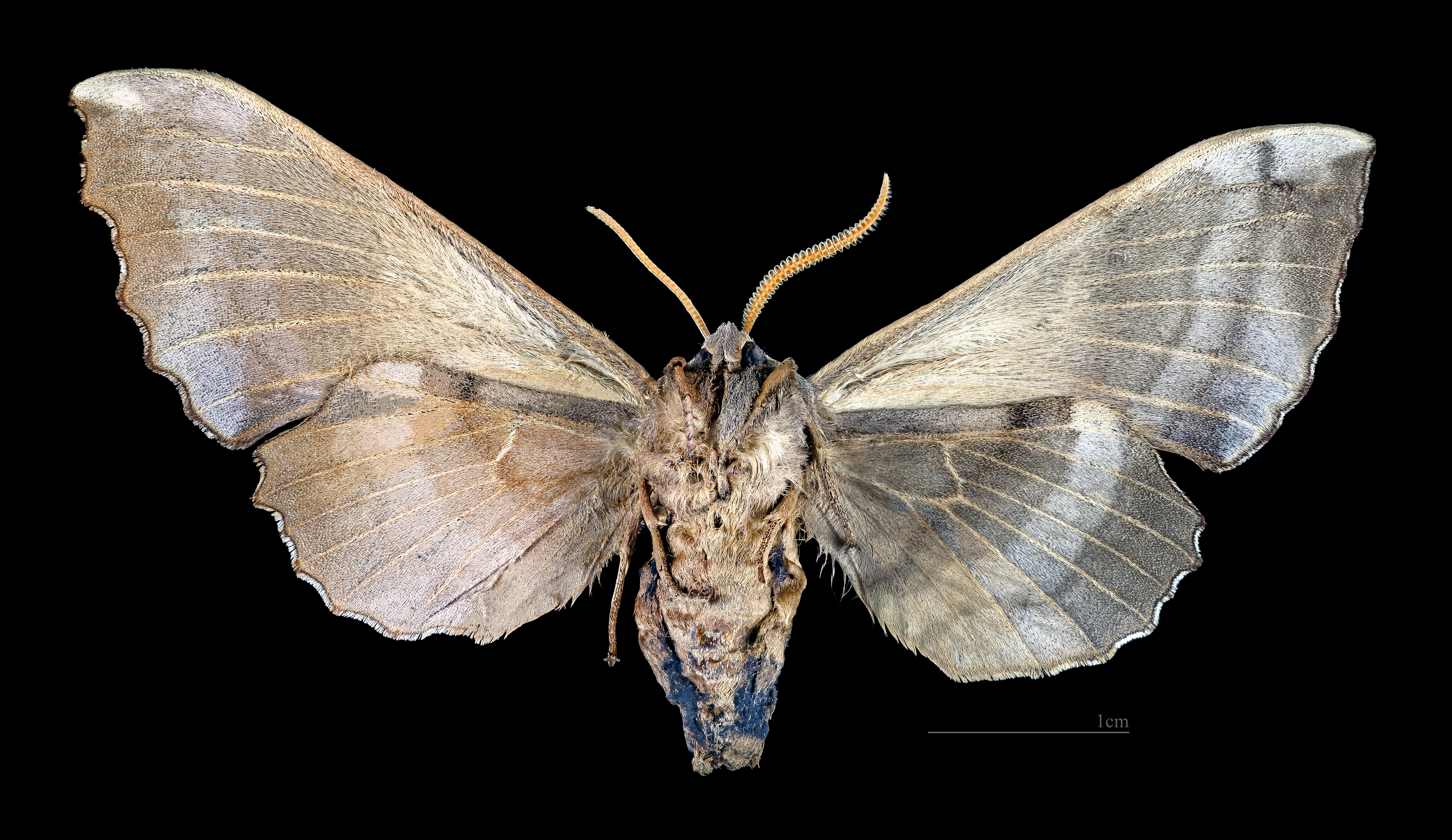
Gynandromorf individ, undersida

## Utbredning
Poppelsvärmare är en av de vanligare svärmarna i Sverige och finns i hela landet utom i fjällnära områden. Den finns även i övriga Norden upp till polcirkeln och i större delen av resten av Europa samt Nordafrika. Den finns österut genom Ryssland till Irkutsk och ner till nordvästra Kina.

## Levnadssätt
Poppelsvärmare lever främst i löv- och blandskogar men kan också ses på öppna marker. Den är aktiv på natten men uppsöker inte blommor eftersom sugsnabeln är tillbakabildad. Den förlitar sig främst på sin kamouflagefärg men om den blir skrämd så visar den sina roströda fläckar i en så kallad skräckställning. Flygtiden är från mitten av maj till mitten av augusti i södra Sverige. I norr något senare. Är sommaren varm kan ibland en partiell andra generation förekomma med flygtid från mitten av augusti till början av september. Äggen läggs enstaka eller i små grupper på värdväxten som ofta är av arten videväxter, främst asp. Larven är fullvuxen i mitten av augusti eller början av september, ibland senare. Färgen blir då rödbrun och den vandrar iväg för att hitta en lämplig förpuppningsplats. Den förpuppar sig i markskiktet upp till 15 centimeter djupt. Puppan övervintrar.

## Etymologi
Populi syftar på värdväxten populus, poppelsläktet.